# Erythrolamprus maryellenae
Erythrolamprus maryellenae är en ormart som beskrevs av Dixon 1985. Erythrolamprus maryellenae ingår i släktet Erythrolamprus och familjen snokar. Inga underarter finns listade i Catalogue of Life.
Denna orm förekommer i östra Brasilien i delstaterna Minas Gerais, Mato Grosso, Bahia, Goiás och Tocantins. Den lever i savannlandskapet Cerradon och där främst i galleriskogar eller i andra landskap nära vattendrag som fuktiga gräsmarker. Erythrolamprus maryellenae blir utan svans upp till 305 mm lång. Honor lägger ägg.
Beståndet hotas regionalt av skogens omvandling till jordbruksmark. Hela populationen antas vara stor. IUCN listar arten som livskraftig (LC).